# رالف إليوت
رالف إليوت (بالإنجليزية: Ralph Elliott)‏ هو فقيه لغة أسترالي، ولد في 14 أغسطس 1921 في برلين في ألمانيا، وتوفي في 24 يونيو 2012 في كانبرا في أستراليا.